# جون جاكسون (ملاكم)
جون جاكسون (بالإنجليزية: John Jackson) (مواليد 16 يناير 1989) هو ملاكم أمريكي، مثّل بلاده في الألعاب الأولمبية الصيفية 2008.

## روابط خارجية
جون جاكسون على موقع بوكس ريك (الإنجليزية) (registration required)
- جون جاكسون على موقع أوليمبيديا (الإنجليزية)